# ماريانا غونسالفيس
ماريانا غونسالفيس هي لاعبة جمباز فني برازيلية، ولدت في 29 أبريل 1980 في ساو باولو في البرازيل.